# HMS Royal Arthur (1891)
HMS Royal Arthur byl křižník první třídy třídy Edgar. Dříve se jmenoval Centaur, ale v roce 1890 byl přejmenován ještě před spuštěním. Royal Arthur a jeho sestra Crescent byly vybudovány v mírně odlišném stylu a byly někdy považovány za samostatnou třídu. Byl vybudován v Portsmouthu a spuštěn na vodu 26. února 1891. Sloužil v první světové válce a byl prodán v srpnu 1921 do šrotu.